# Sammy Kipketer
Sammy Kipketer (Sammy Kipketer Cheruiyot; * 29. September 1981 in Rokocho bei Kaptarakwa, Keiyo District) ist ein kenianischer Langstreckenläufer.

## Leben
2000 errang er bei den Crosslauf-Weltmeisterschaften die Silbermedaille auf der Kurzstrecke und gewann Gold mit der kenianischen Mannschaft. Eine Woche später stellte er bei den Carlsbad 5000 mit 13:00 min eine Weltbestzeit im 5-km-Straßenlauf auf. Bei den kenianischen Ausscheidungskämpfen über 5000 m für die Olympischen Spiele in Sydney verpasste er die Qualifikation um gerade einmal 0,6 Sekunden.
Im Jahr darauf wurde er Vierter bei den Crosslauf-Weltmeisterschaften auf der Kurzstrecke und gewann mit der Mannschaft Gold, egalisierte bei den Carlsbad 5000 seine Weltbestzeit und stellte beim Parelloop mit 27:18 min einen Weltrekord im 10-km-Straßenlauf auf. Beim 5000-Meter-Lauf der Leichtathletik-Weltmeisterschaften 2001 in Edmonton sorgte er für ein hohes Tempo, fiel am Ende jedoch auf den sechsten Platz zurück.
Wie im Vorjahr wurde er bei den Crosslauf-Weltmeisterschaften 2002 Vierter in der Einzelwertung und gewann Teamgold. Auch bei den Carlsbad 5000 verteidigte er seinen Titel. Bei den Commonwealth Games in Manchester gewann er Gold über 5000 m. 
Sammy Kipketer ist 1,66 m groß und wiegt 52 kg. Er ist ein Absolvent der Lelboinet Secondary School und gehört seit 2001 der kenianischen Armee an. Er lebt hauptsächlich in Nairobi und in Merewit (Uasin Gishu District), wo er sich mit seinen Preisgeldern ein Stück Land gekauft und ein Haus gebaut hat.

## Persönliche Bestzeiten
- 3000 m: 7:33,62 min, 4. Juli 2001, Lausanne
- 5000 m: 12:52,33 min, 27. Juni 2003, Oslo
- 10.000 m: 26:49,38 min, 30. August 2002, Brüssel
- 10-km-Straßenlauf: 27:11 min, 30. März 2002, New Orleans
- Halbmarathon: 1:01:25 h, 17. September 2006, Philadelphia